# Pixota de llanguet
La pixota de llanguet, fill de morena mansa o pixota de carall de Jan (Carapus acus) és una espècie de peix pertanyent a la família dels caràpids i a l'ordre dels ofidiformes.

## Ictionímia
Els diferents noms de Carapus acus estan determinats pel seu mode de vida a l'interior de les cavitats corporals d'altres organismes marins. Els seus hostes preferents són els equinoderms holoturioïdeus, però també s'allotgen dins alguns equinoderms asterioïdeus i també n'hi ha que s'instal·len dins mol·luscs bivalves. L'Holothuria tubulosa és popularment coneguda com a morena mansa i possiblement la denominació menorquina fill de morena mansa ha estat motivada per l'observació d'un exemplar d'aquesta espècie traient el cap des de l'interior de la susdita holotúria. Morena mansa possiblement és un eufemisme substitutiu d'alguna expressió inconvenient no documentada. Així ho fa pensar el fet que a Mallorca aquesta holotúria té el nom de pardal de moro, on el mot pardal té el significat de penis. Segons Gibert, a Tarragona a l'Holothuria tubulosa li diuen carall de Jan, és a dir el penis d'una mena d'home que el Diccionari català-valencià-balear defineix així: "Bon jan: bon home, de geni benèvol, que no s'irrita." Se'n pot deduir, doncs, que pixota de carall de Jan és una expressió equivalent a fill de morena mansa. Pixota de llanguet és una expressió sinònima de l'anterior. Així ho atesta el Diccionari Alcover-Moll: "Pixota de llanguet o de carall de jan: l'espècie Fierasfer imberbis (Tarr.)". Els diccionaris no defineixen el mot llanguet, ja que és ignorat per l'Alcover-Moll i per la Gran Enciclopèdia Catalana, tan sols el Diccionari de la llengua catalana de l'IEC porta una entrada que remet a pixota de llanguet. Per la seua banda, Lloris et al. dona erròniament el nom de fill de morena mansa a una espècie completament diferent com és Echiodon dentatus.

## Descripció
Cos molt comprimit, molt allargat i d'altura decreixent de manera uniforme des de l'inici de l'aleta dorsal fins a l'extrem caudal. Ulls relativament grossos, de diàmetre igual a l'espai preorbitari i igual o una mica superior a l'espai interorbitari. La boca és ampla i obliqua, amb la maxil·la superior un poc prominent. Maxil·lar mòbil i lliure. Totes les dents són uniformement petites. L'única aleta dorsal té al voltant de 140 radis (entre 37 i 39 són tous) i el seu origen és clarament posterior a l'extrem de les pectorals. L'aleta anal s'origina a la vertical de la base de les pectorals i té uns 170 radis. Aletes pectorals amb 20-24 radis tous. Cos translúcid, amb reflexos argentats i daurats. Sobre els flancs i per sota la línia lateral, hi ha una sèrie d'una quinzena de taques rodones argentades o color or, i a més hi ha un nombre variable de taques vermelles irregulars. La bufeta natatòria s'estreny i forma dues cambres. Absència d'aleta adiposa. 3-3 branquiespines. La longitud total màxima dels adults és de 20 cm.

## Reproducció
És de fecundació externa, la reproducció a la Mediterrània té lloc entre el juliol i el setembre i els ous són el·líptics i planctònics.

## Alimentació
A la nit deixa en part o en la seua totalitat el seu amfitrió per nodrir-se de peixets i invertebrats bentònics. El seu nivell tròfic és de 4,04.

## Hàbitat i distribució geogràfica
És un peix marí, no migratori, demersal (entre 1 i 150 m de fondària) i de clima subtropical (42°N-15°S), el qual viu dins les holotúries de les espècies Holothuria tubulosa i Stichopus regalis (hi entra pel forat anal i s'instal·la entre les ramificacions de les gònades suposadament per a alimentar-se'n, per la qual cosa la relació amb l'hoste no seria d'inquilinisme sinó més aviat de parasitisme). És present a l'Atlàntic oriental (Portugal -incloent-hi Madeira-, el corrent de Canàries i l'illa de l'Ascensió) i la mar Mediterrània (Gibraltar, la península Ibèrica -incloent-hi les illes Balears-, França -incloent-hi Còrsega-, Mònaco, Itàlia -incloent-hi Sardenya i Sicília-, Malta, Eslovènia, Croàcia, Bòsnia i Hercegovina, Montenegro, Albània, la mar Egea, Grècia -incloent-hi Creta-, la mar de Màrmara, Turquia, Xipre, Síria, el Líban, Israel, Egipte, Líbia, Tunísia, Algèria i el Marroc).

## Observacions
És inofensiu per als humans i el seu índex de vulnerabilitat és baix (11 de 100).